# Gemmula stupa
Gemmula stupa é uma espécie de gastrópode do gênero Gemmula, pertencente a família Turridae.